# Tapecomys primus
Tapecomys primus är en art i familjen hamsterartade gnagare som är känd från flera mindre regioner i Bolivia och norra Argentina. De flesta avhandlingar listar den som ensam art i släktet Tapecomys. Enligt en molekylärgenetisk studie av Steppan et al. (2007) ska även Phyllotis wolffsohni flyttas till släktet Tapecomys.
Denna gnagare blir 12,5 till 14 cm lång (huvud och bål), har en cirka 14 cm lång svans och ungefär 3,5 cm långa öron. Pälsen är på ovansidan brun-agouti och på ryggens topp finns en längsgående ockra strimma. På undersidan förekommer ljusare till vitaktig päls. Svansen är likaså uppdelad i en mörk ovansida och en ljus undersida. Den är bra täckt med hår. Vid några tår av bakfoten finns hårtofsar.
Arten lever i bergstrakter som ligger 1200 till 1500 meter över havet. Utbredningsområdet är täckt av molnskogar och av landskap med träd, buskar och kaktusväxter. Alla individer som hittades fram till 2008 var hanar. Det är inget känt om gnagarens levnadssätt.
Tapecomys primus är sällsynt men IUCN antar att beståndet är större än hittills känt och listar arten som livskraftig (least concern).